# هارولد هولزر
هارولد هولزر (بالإنجليزية: Harold Holzer) (و. 1949  م) هو مؤرخ أمريكي، هو عضوٌ في الحزب الديمقراطي الأمريكي.